# 104e méridien est
En géographie, le 104e méridien est est le méridien joignant les points de la surface de la Terre dont la longitude est égale à 104° est.

## Géographie

### Dimensions
Comme tous les autres méridiens, la longueur du 104e méridien correspond à une demi-circonférence terrestre, soit 20 003,932 km. Au niveau de l'équateur, il est distant du méridien de Greenwich de 11 577 km,.
Avec le 76e méridien ouest, il forme un grand cercle passant par les pôles géographiques terrestres.

### Régions traversées
En commençant par le pôle Nord et descendant vers le sud au pôle Sud, Le 104e méridien est passe par:
| Coordonnées           | Pays, territoire ou mer  | Notes |
| --------------------- | ------------------------ | --- |
| 90° 00′ N, 104° 00′ E | Océan Arctique           | |
| 80° 11′ N, 104° 00′ E | Mer de Laptev            | |
| 79° 07′ N, 104° 00′ E | Russie                   | Krai de Krasnoïarsk — Île Bolchevique, Terre du Nord |
| 78° 16′ N, 104° 00′ E | Mer de Laptev            | |
| 77° 42′ N, 104° 00′ E | Russie                   | Krai de Krasnoïarsk Oblast d'Irkoutsk — à partir de 58° 45′ N, 104° 00′ E République de Bouriatie — à partir de 51° 13′ N, 104° 00′ E |
| 50° 10′ N, 104° 00′ E | Mongolie                 | |
| 41° 48′ N, 104° 00′ E | Chine                    | Mongolie Intérieure Gansu — à partir de 39° 24′ N, 104° 00′ E Mongolie Intérieure – à partir de 38° 49′ N, 104° 00′ E Gansu — à partir de 37° 38′ N, 104° 00′ E, passe juste à l'est de Lanzhou (à 36° 07′ N, 103° 36′ E) Sichuan — à partir de 33° 40′ N, 104° 00′ E, passe juste à l'ouest de Chengdu (à 30° 40′ N, 104° 04′ E) Yunnan — à partir de 28° 36′ N, 104° 00′ E Guizhou — à partir de 27° 25′ N, 104° 00′ E Yunnan — à partir de 26° 33′ N, 104° 00′ E |
| 22° 31′ N, 104° 00′ E | Viêt Nam                 | |
| 20° 55′ N, 104° 00′ E | Laos                     | |
| 19° 24′ N, 104° 00′ E | Viêt Nam                 | |
| 19° 14′ N, 104° 00′ E | Laos                     | |
| 18° 18′ N, 104° 00′ E | Thaïlande                | |
| 14° 21′ N, 104° 00′ E | Cambodge                 | |
| 10° 34′ N, 104° 00′ E | Golfe de Thaïlande       | |
| 10° 27′ N, 104° 00′ E | Viêt Nam                 | Île de Phú Quốc |
| 10° 02′ N, 104° 00′ E | Golfe de Thaïlande       | |
| 7° 56′ N, 104° 00′ E  | Mer de Chine méridionale | passe juste à l'ouest de l'Île Tioman, Malaisie (à 2° 46′ N, 104° 07′ E) Passe juste à l'ouest de Pulau Tinggi (en), Malaisie (at 2° 18′ N, 104° 05′ E) |
| 2° 10′ N, 104° 00′ E  | Malaisie                 | |
| 1° 23′ N, 104° 00′ E  | Singapour                | Passe par l'Aéroport de Singapour-Changi |
| 1° 19′ N, 104° 00′ E  | Détroit de Singapore     | |
| 1° 08′ N, 104° 00′ E  | Indonésie                | Île de Batam |
| 1° 01′ N, 104° 00′ E  | Mer de Chine méridionale | |
| 1° 00′ S, 104° 00′ E  | Indonésie                | île de Sumatra |
| 5° 19′ S, 104° 00′ E  | Océan indien             | |
| 60° 00′ S, 104° 00′ E | Océan Austral            | |
| 65° 50′ S, 104° 00′ E | Antarctique              | Territoire antarctique australien, Territoires revendiqués par l' Australie |